# تاآن‌خیونگ‌دونگ
تاآن‌خیونگ‌دونگ یا تاآن‌خیونگ شرقی (به ویتنامی: Xã Tạ An Khương Đông) یک قصبه در ویتنام است که در استان کاماو واقع شده‌است.